# Мак-Мердо (шельфовый ледник)
Мак-Мердо — участок шельфового ледника Росса, северной границей которого является пролив Мак-Мердо и остров Росса, а южной — утёс Минна-Блаф. Исследования показывают, что эта местность имеет совершенно отличные характеристики от остальной части ледника Росса и может иметь собственное название. A. Гейне, проведший исследование в 1962—1963 годах, предложил выделить область, ограниченную островом Росса, Чёрным островом и Белым островом. Однако Консультативный комитет по антарктическим названиям (US-ACAN) расширил область на юге до утёса Минны.
В марте 2010 года, опустив фотокамеру на 182 метра в глубь шельфового ледника Мак-Мердо, учёные обнаружили там живого амфипода Lyssianasid.